# Pseudicius venustulus
Pseudicius venustulus là một loài nhện trong họ Salticidae.
Loài này thuộc chi Pseudicius. Pseudicius venustulus được Wanda Wesołowska & Haddad miêu tả năm 2009.